# Cumbres de Enmedio
Cumbres de Enmedio är en kommun i Spanien.   Den ligger i provinsen Provincia de Huelva och regionen Andalusien, i den sydvästra delen av landet, 400 km sydväst om huvudstaden Madrid. Arean är 14,0 kvadratkilometer.
Terrängen i Cumbres de Enmedio är huvudsakligen platt, men västerut är den kuperad.